# Zao Jun
Zao Jun (chinesisch 灶君, Pinyin Zào Jūn), der Küchengott, ist der wichtigste einer Vielzahl Hausgötter der chinesischen Mythologie, die den Herd und die Familie schützen.
Der Glaube um den Küchengott besagt, dass er eine Woche vor dem chinesischen Frühlingsfest in den Himmel zurückkehrt, um Yu Di, dem Jadekaiser, die Aktivitäten jedes Haushalts im vergangenen Jahr zu melden. Der Jadekaiser ist der Kaiser des Himmels und belohnt mit Glück oder bestraft mit Unglück auf der Grundlage des Jahresberichts von Zao Jun.
Das daoistische Pantheon hat sich im Laufe der Zeit fortlaufend geändert. So war Zao Jun zuerst als Ofenprinz bzw. Ofenmeister oder Herd- bzw. Ofengott bekannt. Es gibt viele Geschichten über die Herkunft von Zao Jun. Die populärste besagt, dass er, bevor er zu Zao Jun wurde, als Sterblicher Zhang Lang bzw. Chang Tsao-wang hieß. Dieser heiratete eine tugendhafte Frau, die er jedoch für eine Jüngere verließ. Dafür wurde er mit Unglück bestraft, wurde blind und von seiner neuen Frau verlassen und musste betteln, um zu überleben. Dabei traf er auf seine erste Frau, die er jedoch nicht erkannte. Sie kochte für ihn und er erzählte reuevoll seine Lebensgeschichte. Die Frau bekam Mitleid und sagte ihm, dass er seine Augen wieder öffnen könne und er konnte wieder sehen. Er erkannte nun seine erste Frau und warf sich aus Scham in das Feuer des Küchenofens und verbrannte. Seine ehemalige Frau konnte beim Versuch ihn zu retten nur sein Bein greifen und nur dieses retten. Zhang Langs Bein ist heute eine Redewendung, die als geflügeltes Wort in China verbreitet ist. Die Frau errichtete einen Schrein für ihn und so erfuhr der Jadekaiser von seinem Schicksal und machte ihn zum Ofengott und gab ihn seinen neuen Namen Zao Jun. Ursprünglich hieß der Küchengott im Pantheon Zao Shen, jedoch wandelten sich in den Jahrhunderten die Zuschreibungen und als Küchengott wird heute überwiegend der frühere Ofengott Zao Jun betrachtet.
Küchengötter sind auch in anderen ostasiatischen Kulturen bekannt, wie unter den japanischen Kami als Gott bzw. Göttin Sanbō-Kōjin (三宝荒神) oder im koreanischen Schamanismus als Göttin Jowangsin (조왕신).